# Циранг
Циранг (на дзонгкха: རྩི་རང་རྫོང་ཁག་) е един от 20-те окръга на Бутан. Населението му е 22 376 жители (по преброяване от май 2017 г.), а площта 638 кв. км. Намира се в часова зона UTC+6. ISO 3166 – 2 кодът му е BT-21.